# 辻本泰直
辻本 泰直（つじもと やすなお、1936年1月10日 - ）は大阪府出身の元プロ野球選手（内野手 ）。

## 来歴・人物
上宮高等学校では1学年下に山中雅博（元阪神）がいた。関西大学から電電近畿を経て1962年に大毎オリオンズに入団。上宮高等学校出身で初のプロ野球選手である。
背番号は2を与えられ、即戦力として期待された。この年は柳田利夫、上条高敬らと遊撃手を争い、80試合に出場した。
翌1963年には柳田が移籍、上条が不振になったこともあり118試合に出場し、定位置をつかんだかに見えた。
しかし打力が弱く、1964年には石黒和弘の加入もあって18試合と出番が激減、この年限りわずか3年で引退した。